# Коцюба Олександра Йосипівна
Леся (Олександра) Йосипівна Коцюба (18 березня 1921 року, с. Веселе Хортицького району Запорізької області — 18 вересня 1987 року, Ніжин) — українська вчена в галузі фольклористики, педагогиня, учасниця дисидентського руху в Україні 1960-1970-х р.р., працювала на кафедрі української мови Ніжинського державного педагогічного інституту імені Миколи Гоголя, зазнала переслідувань, була змушена звільнитися.

## Біографічні відомості
Олеся Йосипівна Коцюба народилася 18 березня 1921 року в селі Веселому Хортицького району Запорізької області в сім’ї селянина-середняка. У документах її ім'я завжди фігурувало як Олександра. Проте сама вона називала себе Лесею. Це ж ім'я використовували її колеги й учні.
У 1929 році пішла до школи в Дніпропетровську. Після закінчення 8 класу вступила до медичного робітничого факультету. У 1939 році була зарахована студенткою філологічного факультету Дніпропетровського державного університету. Однак навчанню завадила війна.
Під час Другої світової війни в часи німецької окупації працювала прибиральницею в дитячій бібліотеці.
Після звільнення міста від німецької окупації була зарахована на третій курс університету. Закінчивши навчання в 1945 році, здобула диплом про вищу освіту за спеціальністю «викладач української літератури».
Впродовж 1945—1948 р.р. викладала українську літературу в Дрогобицькому вчительському інституті. За короткий проміжок часу встигла отримати три подяки за наполегливу академічну роботу в інституті та за масово-політичну роботу в місті.
З 1949 по 1951 р.р. — у Новгород-Сіверському педагогічному училищі. З 1951 по 1956 р.р. працювала викладачем Чернігівського педагогічного інституту. Вела гуртки виразного читання, режисерувала аматорські вистави й концертні програми. У Чернігові у 1953 році в неї народився син Богдан. Від 1 вересня 1956 року працювала старшим викладачем кафедри української літератури Ніжинського педагогічного інституту. Відбувши річну аспірантуру при Київському педагогічному інституті імені Максима Горького, захистила у 1964 році кандидатську дисертацію (офіційними опонентами були професор П. Н. Попов і кандидат наук Г. С. Сухобрус). Із квітня 1969 року Леся Коцюба — доцент за спеціальністю «Фольклористика». Уривок із характеристики, яка була надіслана у ВАК на предмет присвоєння їй вченого звання доцента: «Читає курс лекцій із фольклору, з давньої літератури і літератури XVIII століття. Веде заняття з виразного читання. Добру характеристику про неї надав доцент Костарчук: "Усі види занять проводить на високому науково-методичному рівні (і лекції завжди близькі слухачам, вони помітно діють на формування наукових інтересів студентів".
Викладала виразне читання й керувала педагогічною практикою. Працювала над кандидатською дисертацією, присвяченою фольклористичній діяльності Опанаса Маркевича, до деталей розбирала проблему свого дослідження.
З 1969 року Коцюба працювала в педагогічному інституті на посаді доцента кафедри української літератури, а в середині 1972 р., згідно клопотання адміністрації отримала звання доцента.
Загалом Леся Йосипівна пропрацювала в Ніжинському педагогічному інституті 18 років й саме тут досягли свого розквіту таланти з її викладацької, науково-дослідної, громадсько-політичної діяльності. Її лекції з давньої української літератури, фольклору, мистецькознавчі гуртки охоче відвідували студенти різних факультетів. Також вона організовувала екскурсійні поїздки по шевченківських місцях, до пам’яток вітчизняної історії, які відвідували охочі студенти. 
У середині 1960-х рр. серед викладачів Ніжинського педагогічного інституту виникає гурток людей, просякнутих любов'ю до України, захоплених історією свого народу, його мовою та культурою. Душею цього осередку українського вільнодумства та патріотизму була Леся Йосипівна Коцюба. Вона мала велику підтримку з боку декана філологічного факультету Григорія Герасимовича Аврахова, фронтовика й члена партії, який і сам долучився до цього патріотично-інтелігентського угруповання. Однією з проблем, яка постійно виринала у розмовах цього кола, була поступова, але невпинна русифікація України. Активними учасниками цього осередку були Іван Бенедиктович Бровко, Олександр Васильович Жомнір, Іван Петрович Костенко, Володимир Павлович Крутиус, Володимир Дмитрович Литвинов, Дмитро Сергійович Наливайко, Іван Степанович Шпаковський та ін. По суті, Коцюба була єдиною жінкою в цьому ніжинському осередку дисидентського духу, але, вочевидь, мала надзвичайний авторитет серед його учасників.
У жовтні 1965 року декан філологічного факультету Г. Аврахов запросив Бориса Антоненка-Давидовича представити студентам свій роман "За ширмою". Коцюба відверто витлумачила образ матері, яка помирає за ширмою в деморалізованого сина-лікаря, як образ України.
Олеся Йосипівна багато працює над проблемами української фольклористики, результати своїх досліджень систематично друкує в журналах і газетах. Тільки в 1971 році опубліковано чотири статті, дві з них — у збірниках "Наукова думка". Бере участь у міжвузівських наукових конференціях, де виступає з повідомленнями і доповідями. Веде активну громадську роботу: голова філологічної секції товариства "Знання", керує академгрупою. Як викладач курсу виразного читання допомагає художній самодіяльності інституту. 
Останньою краплею для радянської влади стала участь Лесі Коцюби в передачі з Києва за кордон трактату Івана Дзюби "Інтернаціоналізм чи русифікація?". КДБ змогла прослідкувати ланцюг передачі трактату до Лесі Йосипівни, її заарештували та відправили до Києва. Почалися допити, очні ставки… Але ця мужня жінка зуміла зробити те, чого не змогли зробити до того мужні чоловіки: вона сказала, що отримала цей трактат від уже покійного на той час професора П. М. Попова, свого наукового керівника і доброго наставника. І як не намагалися працівники відповідних органів зламати її, все ж змушені були відступити і на цьому ланцюг арештів завершився.
Коцюба була піддана шантажу, у тому числі через родину. Занедужала й померла на 67-му році життя в 1987 році після інфаркту. Похована в Ніжині.

## Справа КДБ щодо розповсюдження праці І. Дзюби "Інтернаціоналізм чи русифікація?"
Книжка Івана Дзюби "Інтернаціоналізм чи русифікація?", написана 1965 року й передана автором до ЦК КПУ на ім'я Петра Шелеста й Володимира Щербицького, відіграла свого часу надзвичайно велику роль у формуванні світогляду української інтелігенції. Написана з позицій "вболівання" за "відхід" комуністичної партії від ленінських принципів національної політики, вона, тим не менше, завдавала страшного удару радянській системі русифікації, привертаючи увагу до брехливості самих ідеологічних засад "першої у світі держави робітників і селян".
Треба розуміти, що, по-перше, ця робота писалася наприкінці хрущовської "відлиги", коли Україна вже майже п'ятдесят років жила в умовах тоталітаризму й була позбавлена щонайменшої правдивої як історичної, так і взагалі будь-якої статистичної інформації. По-друге, Іван Дзюба писав її не для підпільного поширення, а як офіційне подання до партійно-державних чинників. По-третє, покоління Івана Дзюби та дисидентів багато в чому щиро вірило і в ідеали комунізму, і в ленінські принципи національної політики.
Потрапивши на Захід, робота відразу була перекладена на багато мов світу (у тому числі на англійську, французьку, італійську і навіть китайську). Він набув широкого поширення раніше від "Архіпелагу ГУЛАГу" Солженіцина. І через цю книжку світ довідався також про Україну. Але про те, як трактат Івана Дзюби потрапив за кордон, досі практично невідомо. Деякі питання, пов'язані з цією справою, висвітлюють спогади одного з учасників передачі, Григорія Аврахова, який 1967 року обіймав посаду декана філологічного факультету Ніжинського педагогічного інституту.
На той час Ніжинський педагогічний інститут стан помітним осередком "вільнодумства й патріотизму", куди зокрема входили Олександр Жомнір, Іван Бровко, Володимир Литвинов, Іван Костенко, Дмитро Наливайко, Володимир Крутиус. Проте найпомітнішою фігурою була Леся Йосипівна Коцюба, котра вела курс стародавньої української літератури. Вона мала багато нелегальних зв'язків, саме через неї до Ніжина потрапив трактат Дзюби. Коли Леся Коцюба почула від Григорія Аврахова захоплені відгуки про твір, який розповсюджувався нелегально, вона запропонувала: а якщо б нам треба було посприяти передачі трактату за кордон для його публікації? Аврахов погодився.
Леся Йосипівна мала зв'язки з українцями Чехословаччини. Того ж 1967 року в Ужгороді відбувалася міжнародна літературознавча конференція з питань новели. За словами Лесі Йосипівни, "наші київські друзі", від яких вона одержала трактат, просили передати твір Дзюби Юрію Бачі з Пряшева, який мав приїхати на конференцію. Для цього спеціально був виготовлений фотокопійний текст. Чехословаччина була тоді єдиним вікном, через яке книжка могла потрапити на Захід. Леся Коцюба також повідомила, що зі згоди автора вже була одна спроба передачі, через Миколу Мушинку, яка виявилася невдалою. Трактат тоді було вилучено на митниці.
Юрій Бача не викликав довіри в Григорія Аврахова, але після розмови з відомим українським письменником Іваном Чендеєм, він змінив свою думку. Аврахов передає книжку Чендею, а той 20 травня, у день свого народження, Юрію Бачі. Григорій Аврахов повертається до Ніжина та інформує Лесю Коцюбу про успішне виконання завдання.
Але проходить кілька місяців, а з Чехословаччини немає ніяких новин. "Київські друзі" Лесі Йосипівни починають хвилюватися й вирішують, що Григорій Аврахов має довести справу до завершення, особисто відвідавши Пряшів. Виявилося, що Юрій Бача поставився до твору Івана Дзюби  не з розумінням, мовляв, там все про Леніна, немає нічого цікавого. Звичайно, у Чехословаччині тих часів панувала інша атмосфера, було набагато більше інформації. Бача сприйняв лише зовнішній бік твору. Однак потім трактат потрапляє до Праги, до головного редактора "Дуклі" Павла Мурашки. Там Оксана Косач-Шимановська, рідна сестра Лесі Українки, передруковує твір на машинці для подальшої передачу на Захід.
Зрештою був переданий старий фотокопійний текст, а машинопис став джерелом розповсюдження по Чехословаччині. За словами Григорія Аврахова, одна студентка їхала на Мюнхен і прихопила трактат із собою. Це єдина копія, яка потрапила на Захід і була видрукувана видавництвом "Сучасність" 1968 року. Інших не було. Справа в тому, що в текст було внесено три правки. Одна належить Олександру Жомніру, дві Павлу Мурашку. Вони збереглися в усіх подальших публікаціях.
У грудні 1972 р. Олеся Йосипіна була затримана співробітниками КДБ. У своїх спогадах Григорій Аврахов згадував про обставини цього арешту, адже він сам змушений був після тривалих допитів виказати цю жінку. Як свідчив Аврахов, Леся Йосипівна трималася краще від будь-якого чоловіка та, щоб розірвати ланцюг арештів здійснила беззаперечно блискучий хід, який відвів їй величну й водночас трагічну роль останньої жертви слідства про передачу "Інтернаціоналізму чи русифікації?" Дзюби за кордон.
Пізніше в КДБ Григорію Аврахову сказали, що на книжці "Інтернаціоналізм чи русифікація?" засвітилася вся свідома українська інтелігенція. Це великою мірою було правдою. Терор посилювався як в Україні, так і в Чехословаччині. Чинився тиск на Івана Дзюбу, розроблялися різні версії передачі трактату за кордон. Юрій Бача, літературознавець із Пряшева, перелякавшись за скоєне, спостерігаючи хвилю арештів, що прокотилася серед чехословацької інтелігенції, виказав свого друга з Ужгорода Івана Чендея. Через тиск відомий письменник, відводячи неправдиве звинувачення, назвав справжнього передавача фотокопійного тексту і навіть не зробив спроби якось його попередити. Аврахов, заарештований на початку грудня 1972 р. й, вважаючи, що його шантажують лише підозрою, деякий час відхрещувався, накликаючи додаткові звинувачення в брехні. Відпиратися стало марним, коли слідчі пред’явили письмове зізнання Чендея. Треба було спішно знайти іншу версію співучасті, що виглядала б імовірно. Тоді Аврахов, не знайшовши іншого виходу, виказав Коцюбу, але відразу попередив її про це й просив «перерізати» ланцюг подальших пошуків посиланням на когось померлого. Внаслідок цієї стратегії Леся Йосипівна засвідчила, що машинописний і фотокопійний текст, як і благословення на публікацію, дав їй професор Павло Миколайович Попов, який помер незадовго до цього в квітні 1971 р. Ця версія виглядала доволі правдоподібною, адже Попов і Коцюба були знайомі вже багато років. Таке зізнання припинило подальший пошук співучасників «ідеологічного злочину». Пізніше, також добровільно, зізнається, що передав Мурашкові він сам, а взяв трактат від Івана Чендея. Садять спочатку Мурашка, потім Бачу. Чендеєві нічого не залишалося, як сказати: "Передав Аврахов". Так дійшла черга до Лесі Коцюби. Але тут ланцюжок зв'язків був перерваний. Григорій Аврахов та Леся Йосипівна вчасно встигли сконтактуватися й домовитися про поведінку на слідстві. Вони вже не стали топити один одного, кожний дотримувався своєї версії. Леся Коцюба сказала, що одержала трактат від уже покійного професора Попова. Слідству не вдалося дістати компромат ні на Івана Дзюбу, ні на таємничих "київських друзів", через яких трактат потрапив до Ніжина.
Пізніше Леся Коцюба, не витримавши брутального цькування, була відлучена від роботи зі студентами. Григорій Аврахов також був звільнений із роботи, вже з посади проректора Інституту культури в Києві; довгий час жив під наглядом КДБ. Зараз він на пенсії, хоче завершити книжку спогадів про передачу трактату за кордон. У СБУ йому було заявлено, що такої справи в них не зберігається. Та мабуть це неправда. Історія все розставить по своїх місцях.

## Життя після арешту
Після тривалих допитів жінку зрештою відпустили додому, встановивши за нею суворий нагляд. Вона ще деякий час працювала в Ніжинському педагогічному інституті, але її почали уникати. Вона вважалася неблагонадійною й була під пильним оком спецслужб. На спільному фото учасників XXI наукової Шевченківської конференції, яка проводилася Ніжинським педагогічним інститутом спільно з Інститутом літератури імені Т. Г. Шевченка 9-10 березня 1973 року, серед відомих літературознавців і мовознавців була й Леся Йосипівна, але тримати такого викладача у своєму вузі для адміністрації стало дуже невигідно й небезпечно.
У цьому контексті доречно згадати, що після викриття ніжинського сліду в передачі «Інтернаціоналізму чи русифікації?» за кордон, було прийняте рішення про переведення ніжинських істориків у 1973 році, як потенційних «бійців ідеологічного фронту» й пропагандистів радянських компартійних доктрин, до Чернігівського педагогічного інституту під пильний нагляд місцевого обкому партії.
26 серпня 1974 року ректор Василь Матвійович Горбач змусив Лесю Йосипівну подати заяву на звільнення «за власним бажанням». На прохання видати характеристику для пошуків роботи на іншому місці, він прописав вердикт: «Тов. Коцюба О. Й. піддавалась різкій критиці на кафедрі, раді факультету та інституту за те, що вона мала та передавала іншій особі ідейно-шкідливий матеріал» . 
Після звільнення Леся Коцюба жила одна в своїй квартирі без роботи, без грошей, а іноді без хліба. Дорослий син мешкав окремо в іншому місті, зовсім не підтримував матір і  їй марно було надіятися на його допомогу. 
Леся Йосипівна Коцюба померла 18 вересня 1987 р. після інфаркту. Їй було тоді лише 66 років. Вона ніколи не жалкувала про свій вчинок. Геройство Лесі Йосипівні залишило помітний слід у громадсько-політичній історії України. Її давній знайомий Григорій Аврахов стверджував, що «ми у великім і несплаченім боргу перед цією жінкою».

## Оцінки сучасників
Павло Володимирович Михед, доктор філологічних наук, професор: «Я ніколи не був у колі друзів чи учнів Лесі Коцюби, не слухав її лекцій, не складав іспитів. Зрештою, як на мене, не так було багато людей, які б могли похвалитися дружбою з нею, бо вона вела замкнений спосіб життя, особливо в останні роки, коли за нею особливо пильно слідкувало ніжинське КДБ».

## Вшанування пам'яті
У 2017 році, один з її студентів, а тепер викладач Ніжинського державного університету, декан філологічного факультету, член Національної Спілки письменників України, Олександр Забарний, опублікував п’єсу «Леся», присвячену Лесі Коцюбі. Тож вона стала в певній мірі ще й літературним персонажем. 
Нині одна з вулиць Ніжина носить ім’я Лесі Коцюби, а 17 березня 2021 року, напередодні 100-річного ювілею з дня народження героїчної жінки, на будинку по колишній вулиці Червоних партизанів, (тепер Московській, 15в), відкрито меморіальну дошку, яка уславлює життєвий подвиг і жертовність видатної української дисидентки, а 18 березня 2021 року в Ніжинському краєзнавчому музеї імені Івана Спаського відкрилася виставка, присвячена життю та діяльності Лесі Коцюби. Того ж дня була проведена конференція «Жінка в боротьбі за Україну», де головним чином йшлося саме про Лесю Коцюбу.